# Fábry Tímea
Fábry Tímea (Ajka, 1977. január 27. –) grafikusművész.

## Életpályája
Tanulmányait a budapesti Képző- és Iparművészeti Szakgimnázium könyvtervező szakon, majd a  Moholy-Nagy Művészeti Egyetem (MOME) grafika szakán végezte (2000, M.A. Master_of_Arts). Mesterei: Baska József  festőművész, Molnár Gyula grafikusművész és Virágvölgyi Péter tipográfus volt. 1995-ben könyvobjektjeivel Lengyel Lajos-díjat nyert, majd meghívást kapott a Berlini Magyar Intézet könyvobjekt kiállítására. 2004-ben elnyerte illusztráció kategóriában a Comicart Greece első díját, illetve az EVGE Greek Graphical Prizes díját. 2000-ben a Római Magyar Akadémia ösztöndíjasa, majd olasz állami ösztöndíjas a római Accademia di Belle Arti-n. 2001-2012-ig Athénben élt és dolgozott grafikusként. 2012-ben hazaköltözött Magyarországra. Plakátjai 2017-ben a Békéscsabai Grafikai Biennálé zsűrizett anyagában, 2018-ban az Országos grafikai biennálén szerepeltek, 2021-ben a Budapesti Illusztrációs Biennálén állított ki. Főként grafikával foglalkozik, de nem idegenek tőle a könyvobjektek és a szobrászati munkák. 
2020-ban Hullámzó emberiség című térinstallációjával a Velencei Képzőművészeti Biennálé pályázatának shortlist-jén szerepelt. 
2021-ben a Budai Várban elkészítette első bronz köztéri alkotását, az Embermentők emléktábláját, a Wallenberg-Nákó emlékművet. Tímea görög férjével Budapesten él, három gyermekük van, két fiú és egy leány.                                                                                                                  
Fábry Tímea négy nyelven beszél: angol, francia, olasz és görög. 
2024-ben magánkiadású illusztrációs albumot jelentetett meg, Életvonal (La ligne de vie) címmel. 
Kutatási területe a kézi, vonalas rajz műfajának továbbélése digitális környezetben.
2025 óta a Galéria 12 Egyesület alelnöke.

## Ars poeticája
Munkáiban az emberi reprezentáció, mint lábnyom és látlelet alakul képpé, a mozgás és az alkotó valóságának feltérképezése és az alkotás folyamatának valósága foglalkoztatja. Műveiben a hitelesség a legfontosabb alkotóelem.

## Galéria

### Rajzok

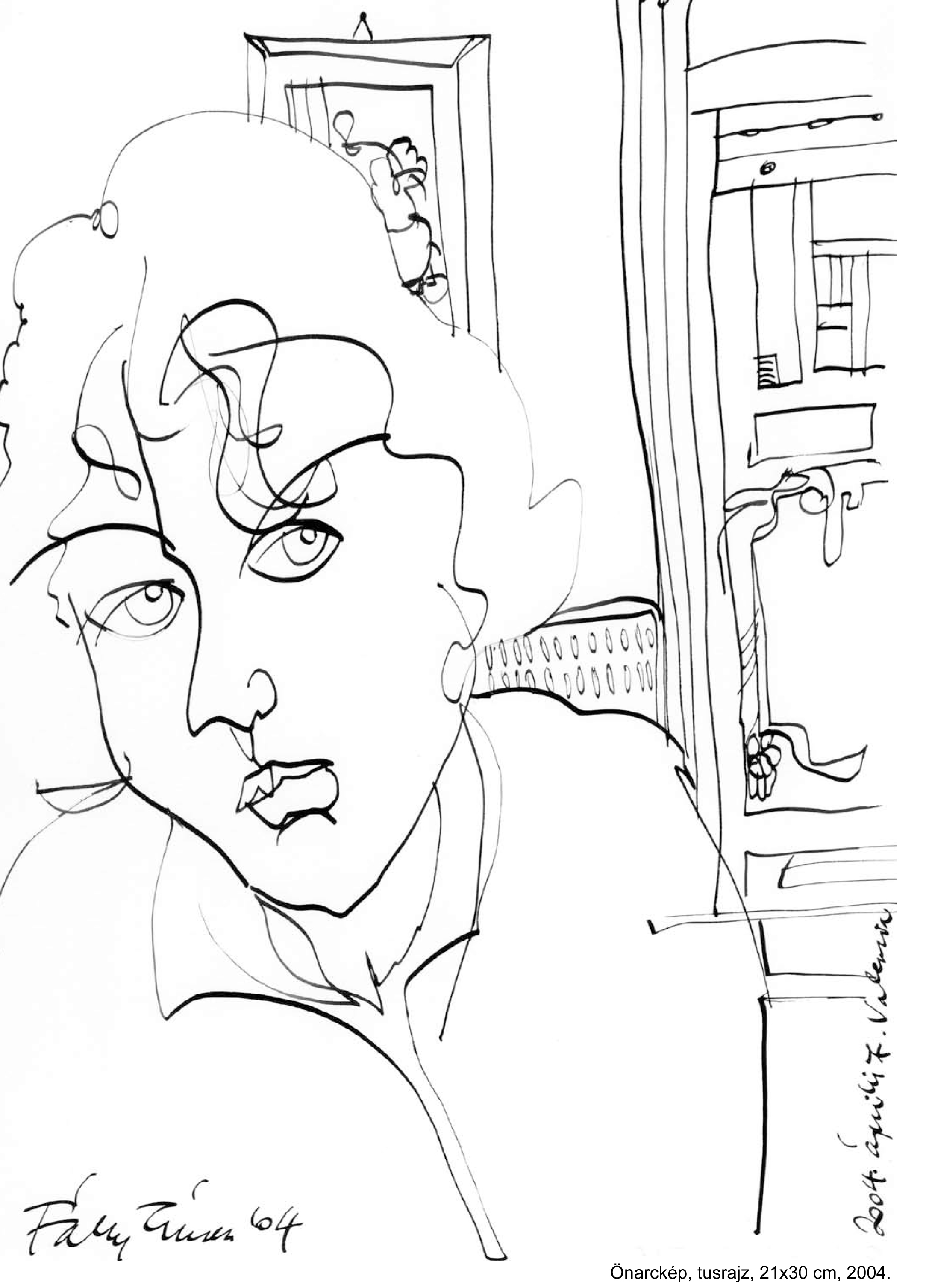
Alkotás.
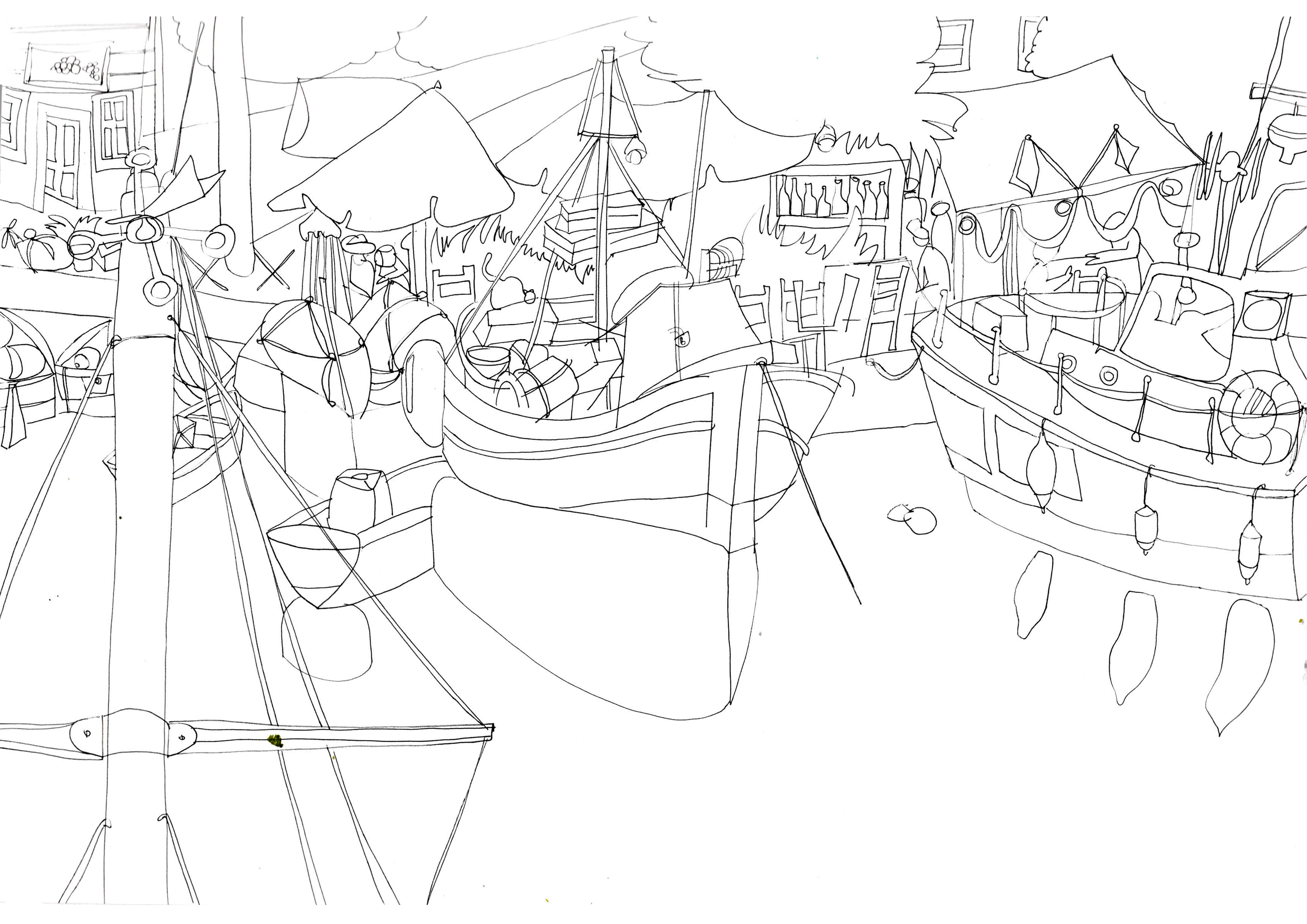
Kikötő
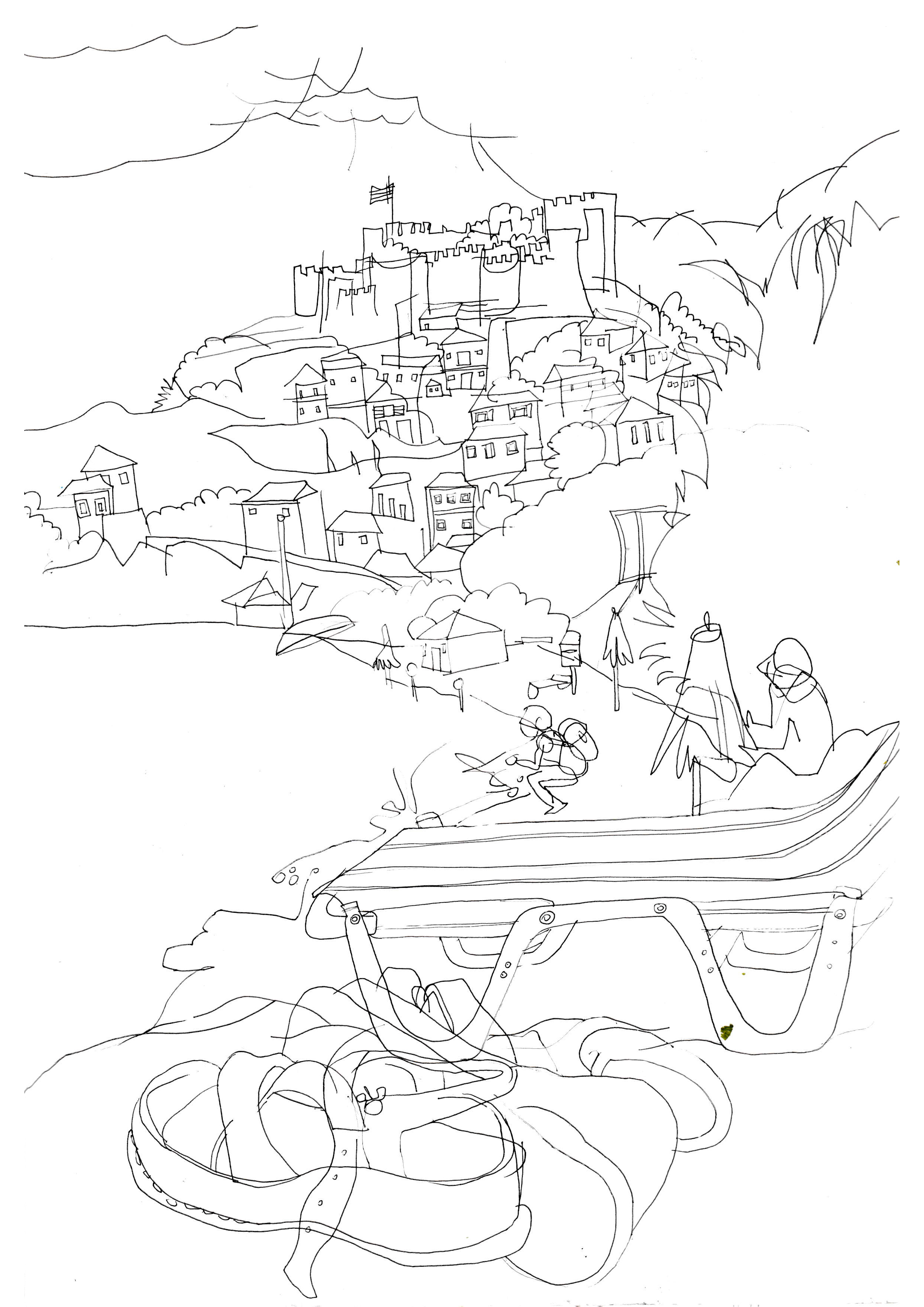
Távlat
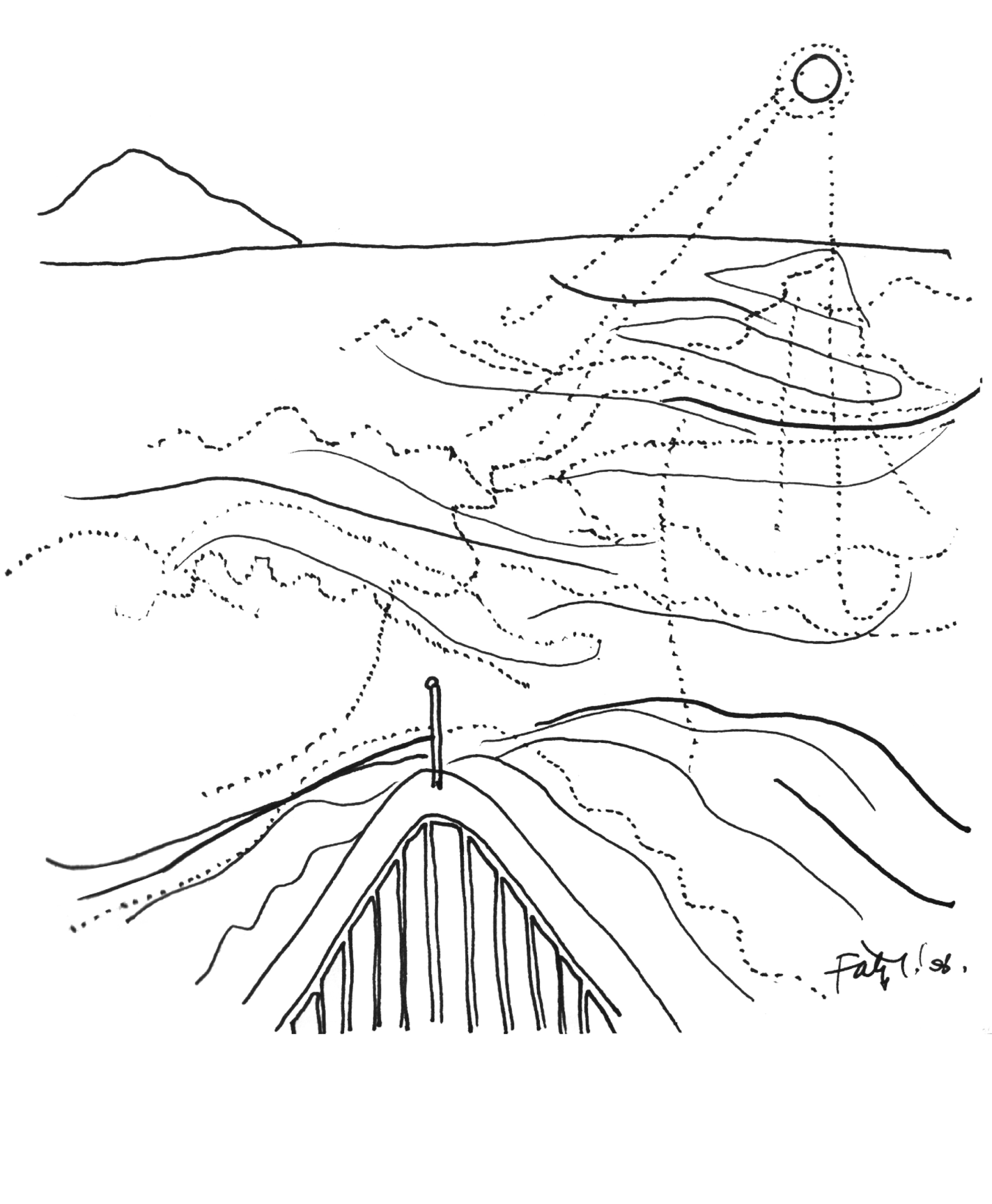
Küzdelem.
Hazatérés.
Elfordulás.

#### Festmények

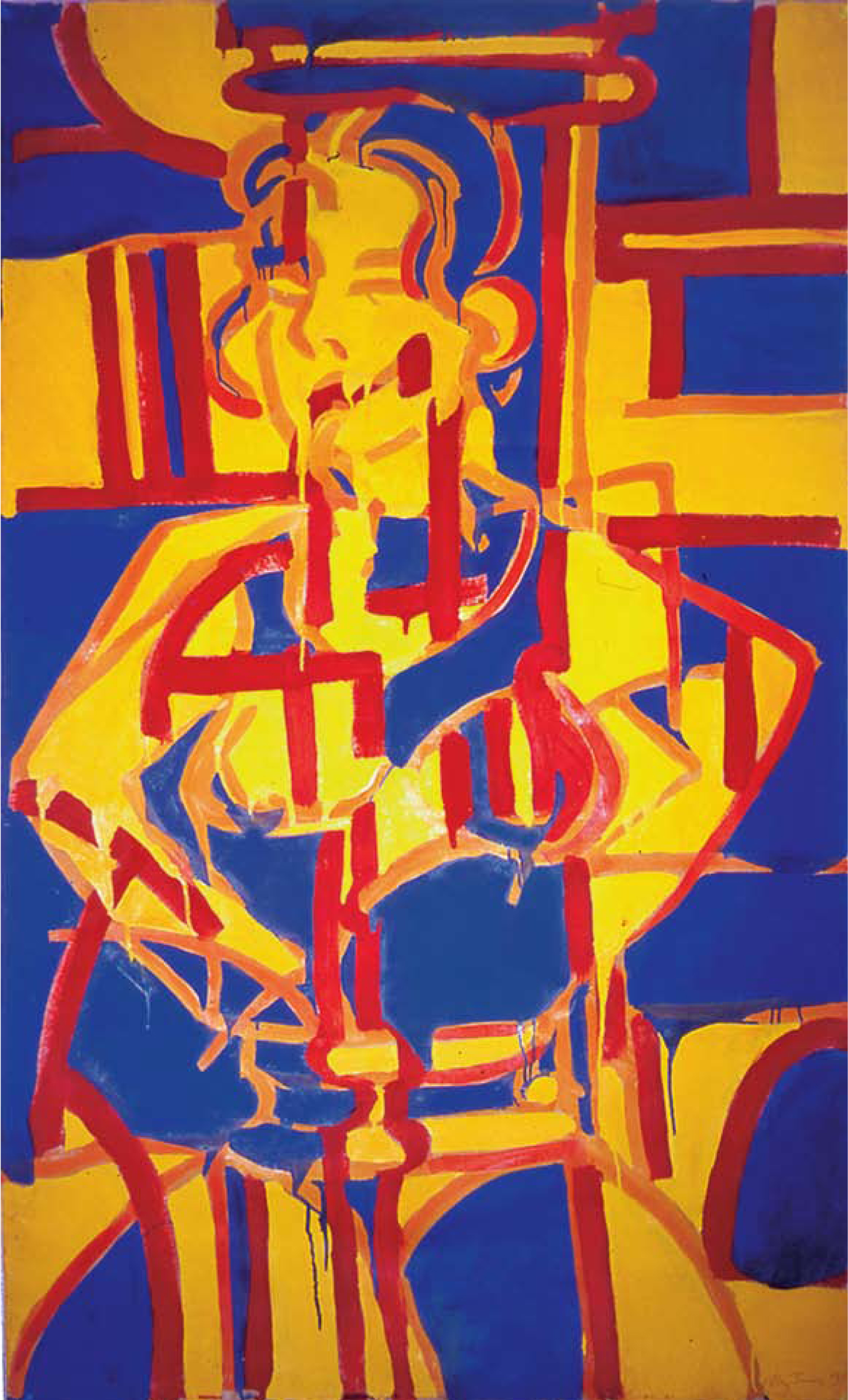
Handy. 80x140cm, olaj, 1998.
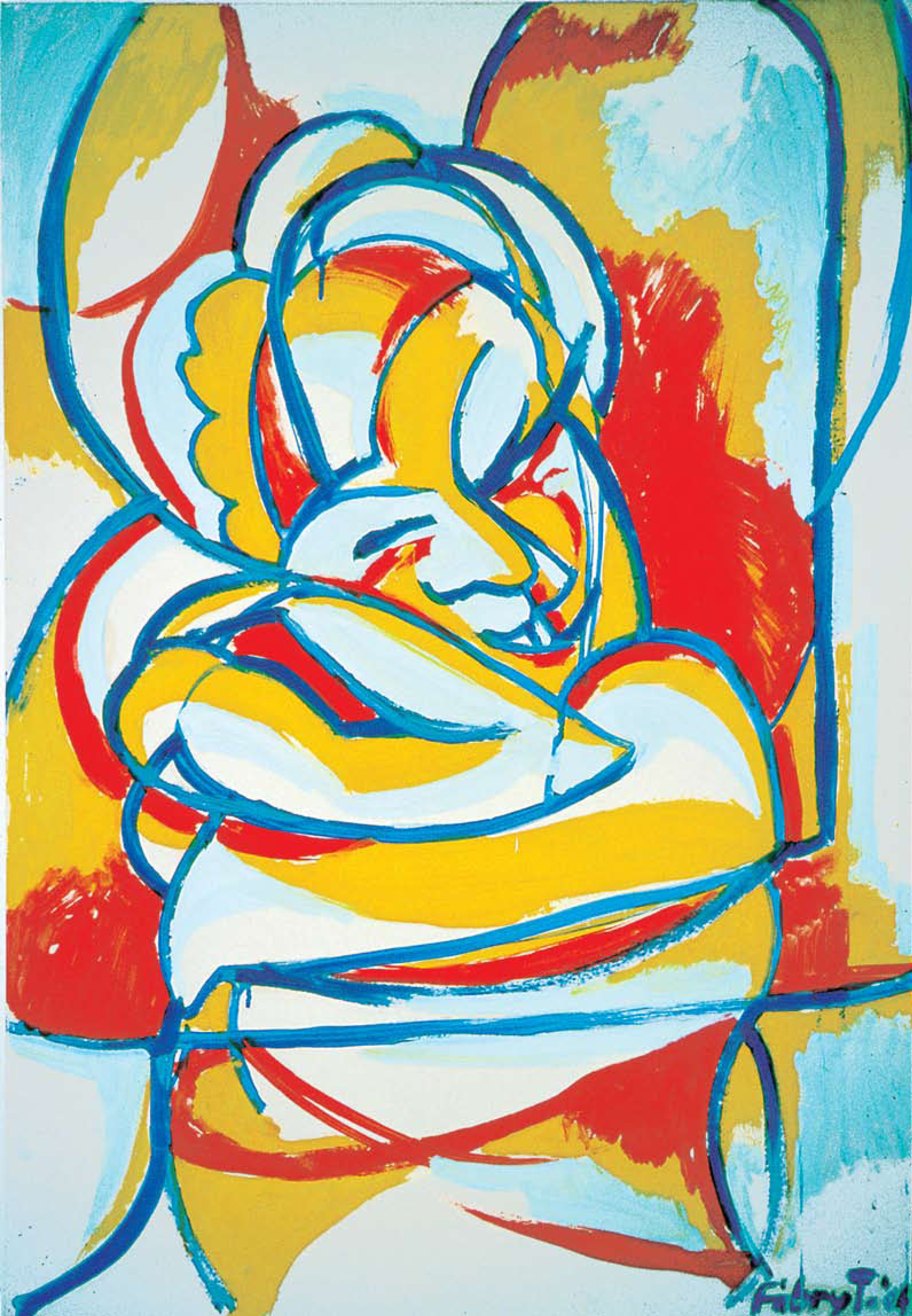
Könyöklő, 50x70cm, tempera. 1999.
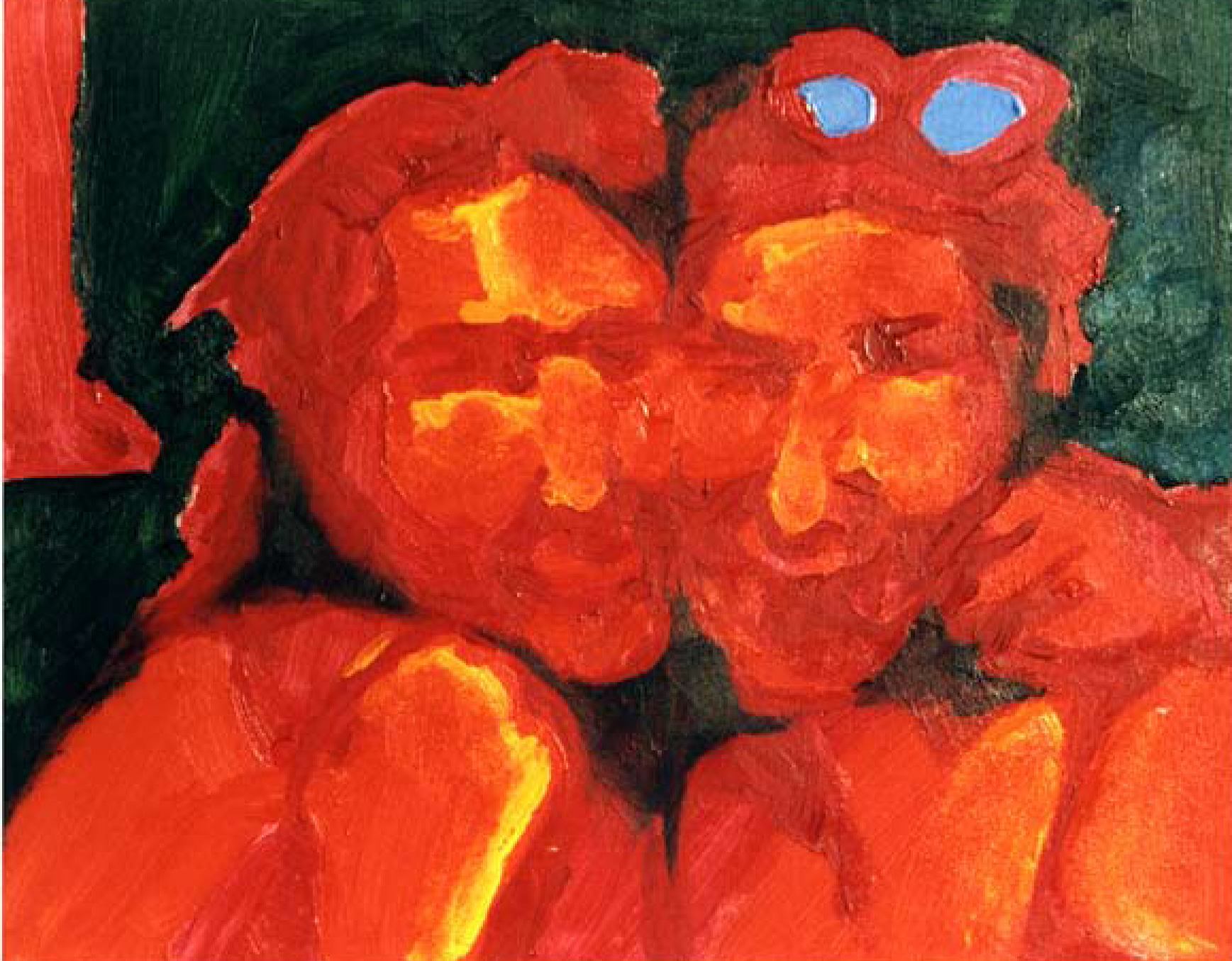
Két nővér, 20x30cm, olaj. 2002.
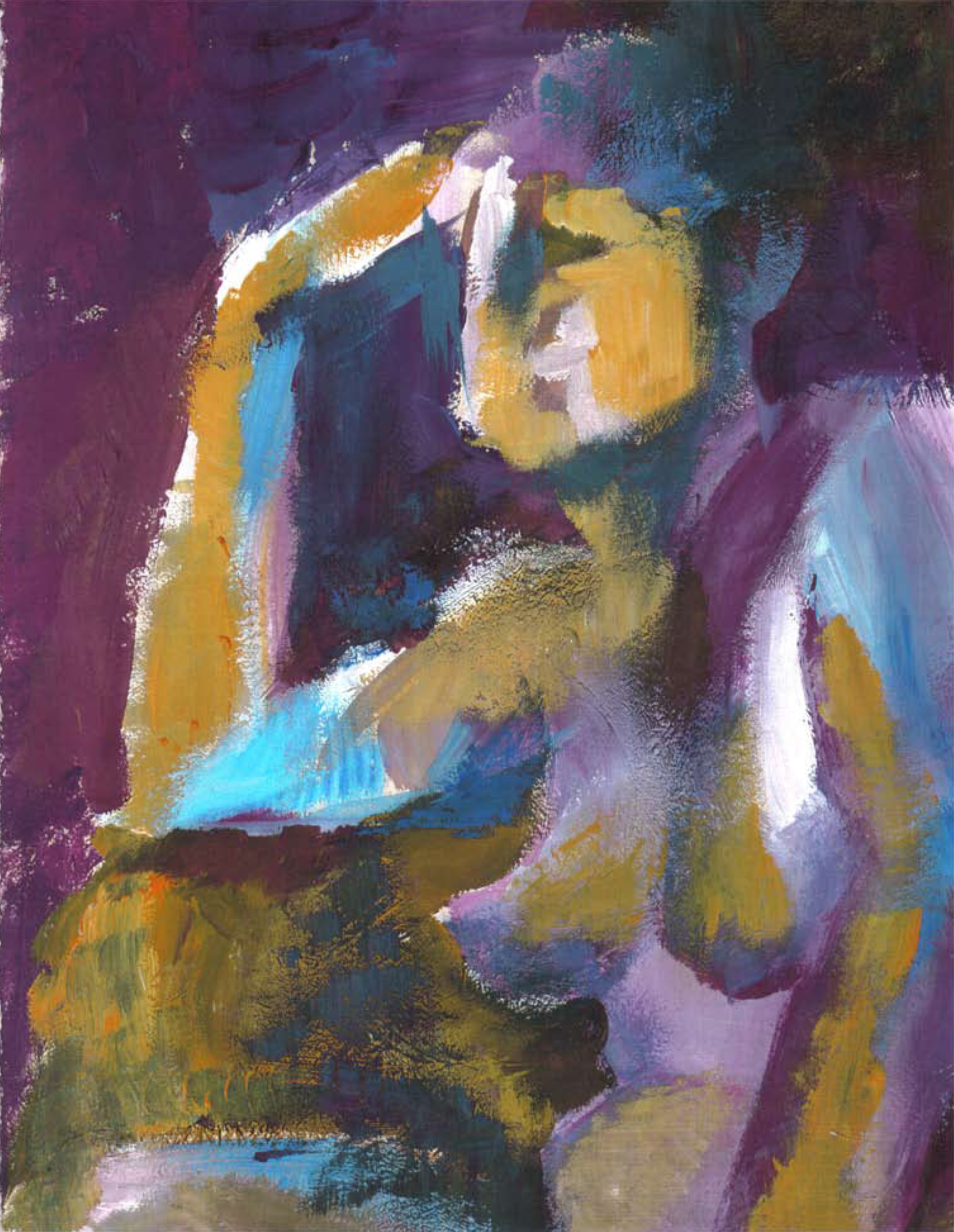
Tanulmány, 15x20cm olaj, 1999.
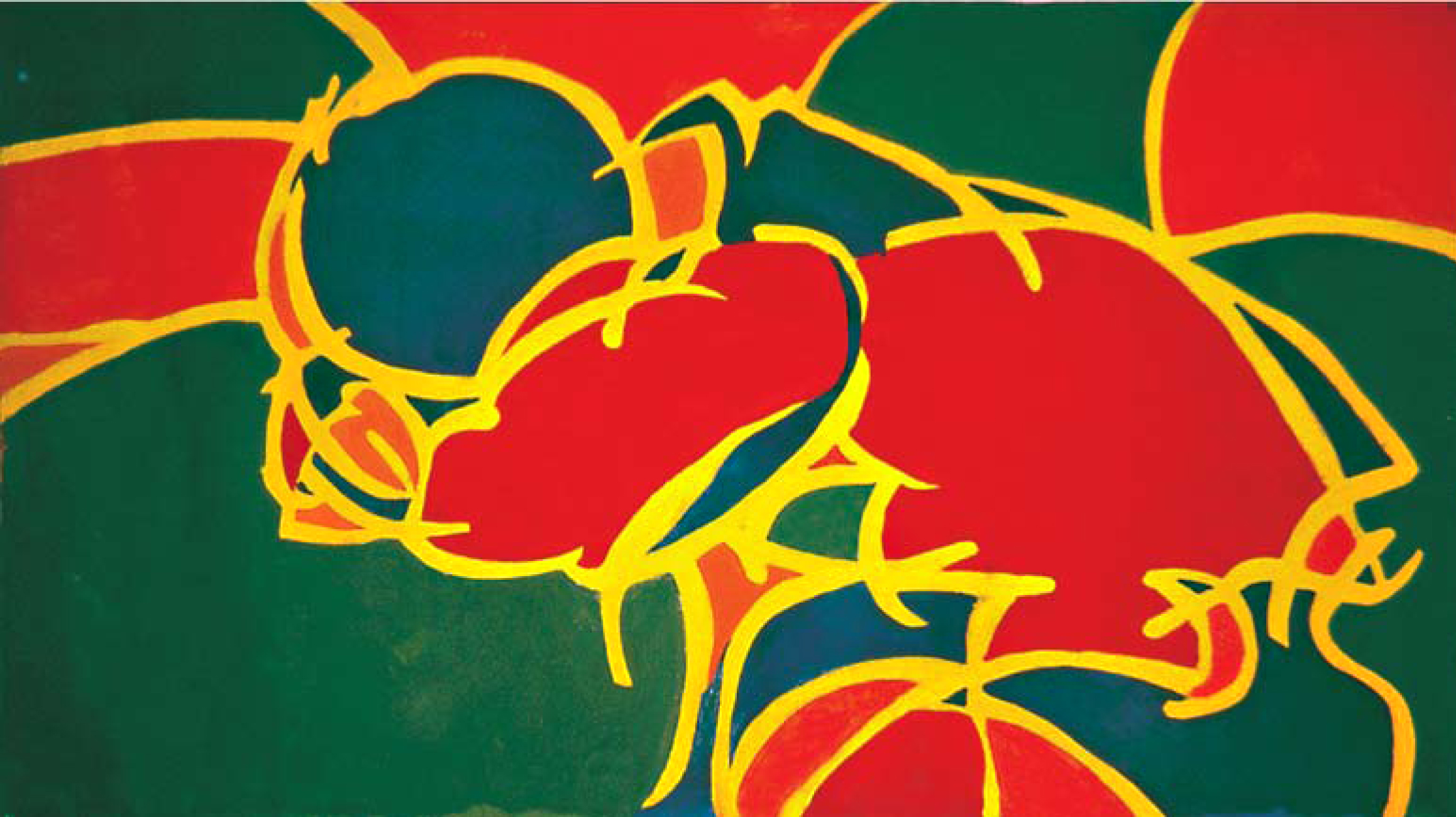
Pihenő, 80x140cm, olaj. 1998.

### Szobrászati és 3D munkák

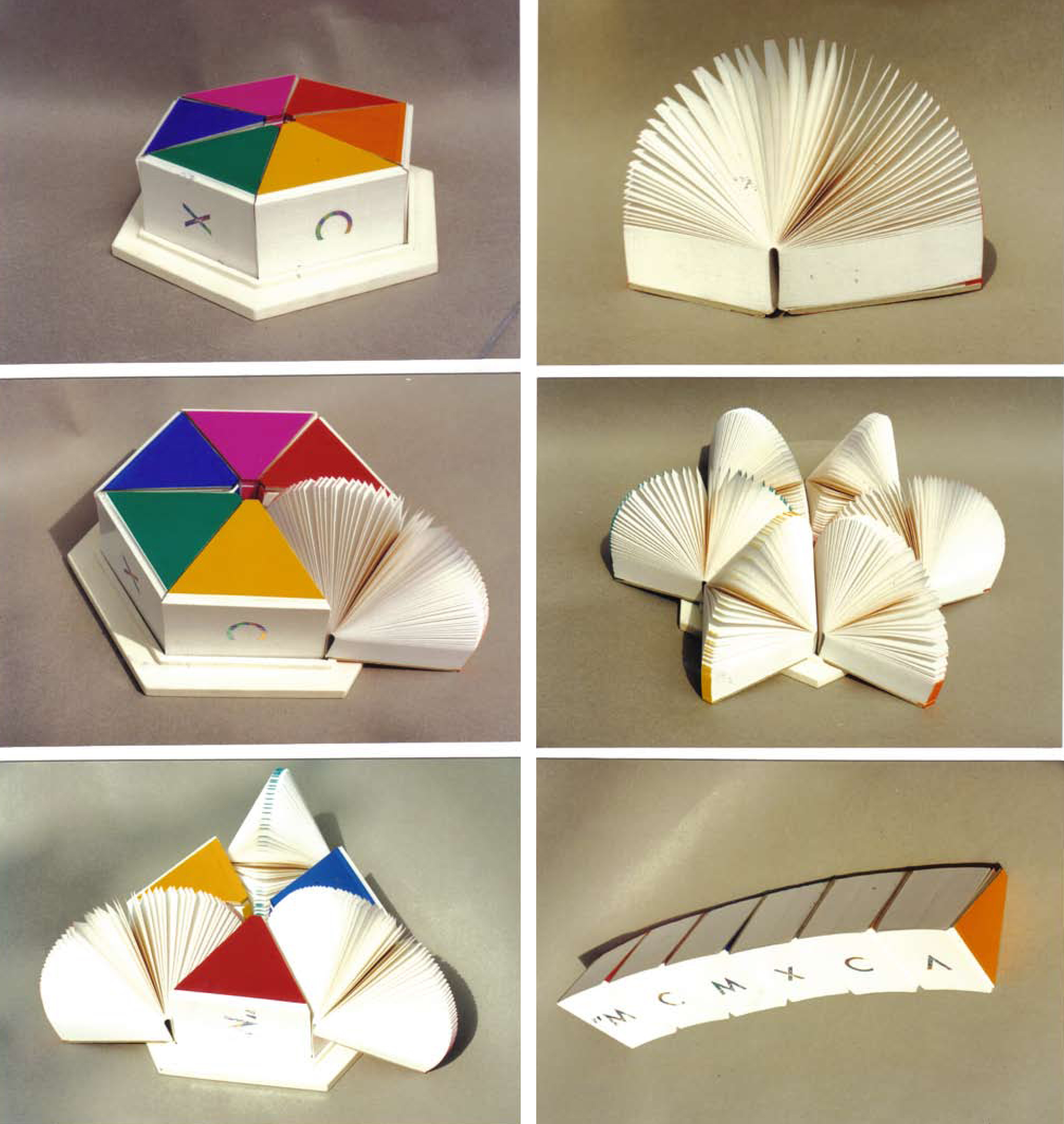
Mozgó könyv. Lengyel Lajos-díj 1995.
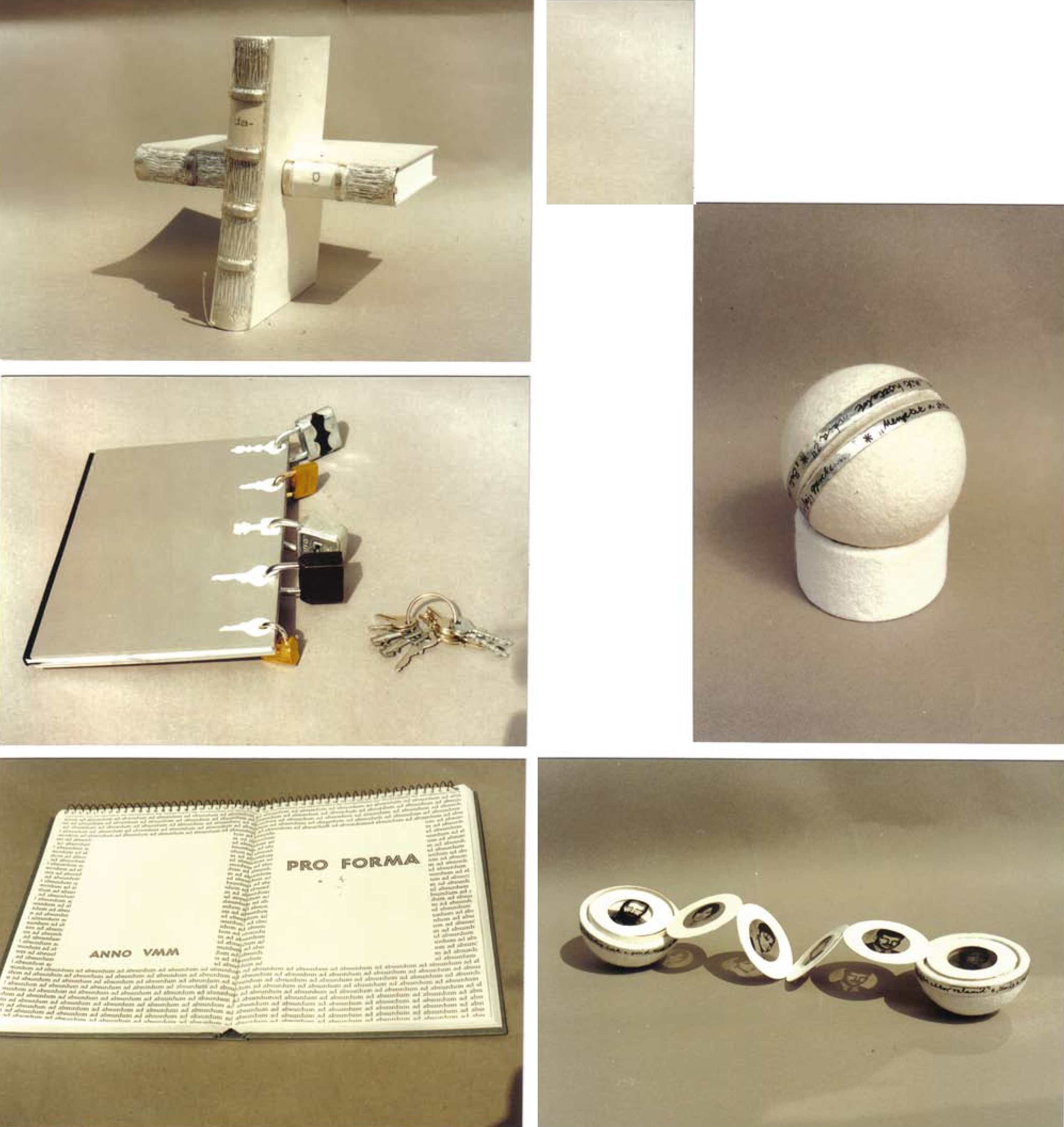
Nyithatatlan könyvek. Lengyel Lajos-díj. 1995.
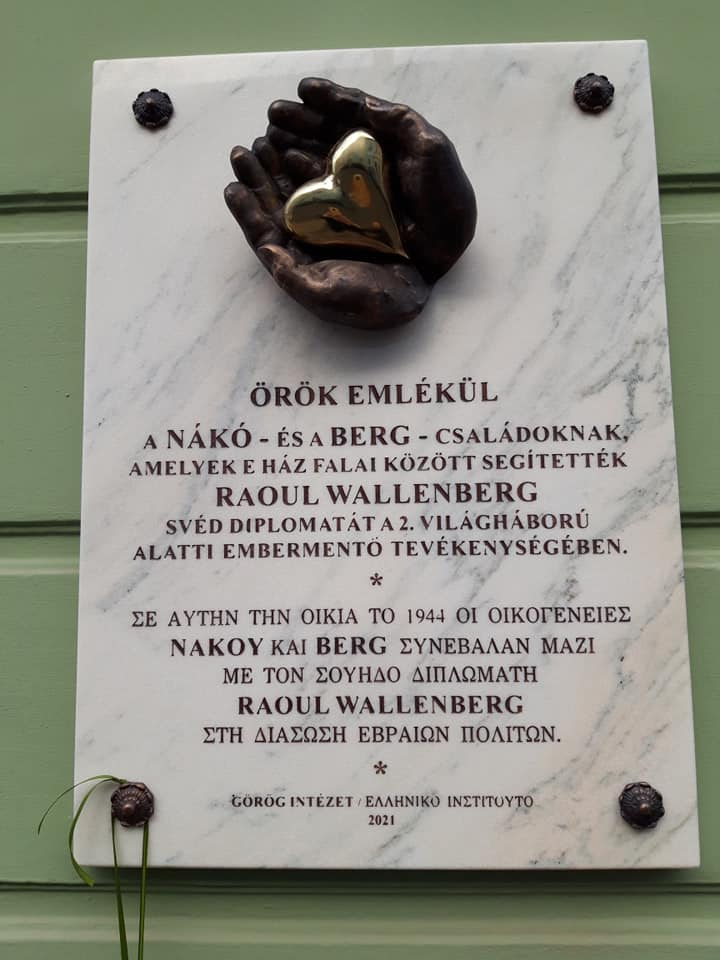
Fábry Tímea. Emléktábla. Budapest, I., Úri u. 15.
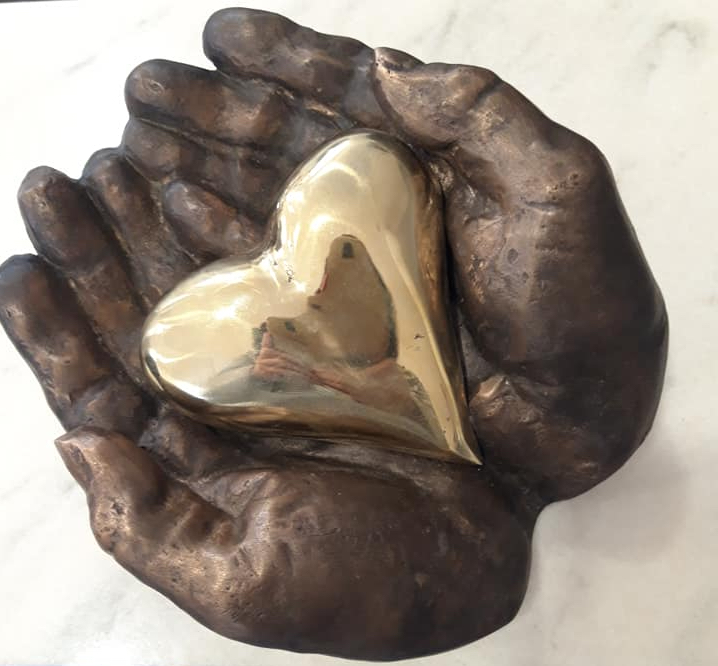
Náko-Wallenberg bronzplasztika. 2021.
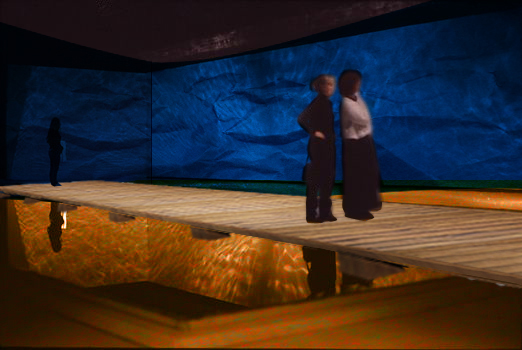
Hullámzó emberiség. install. Velencei Biennálé. 2020.

### Tervezőgrafikai munkák

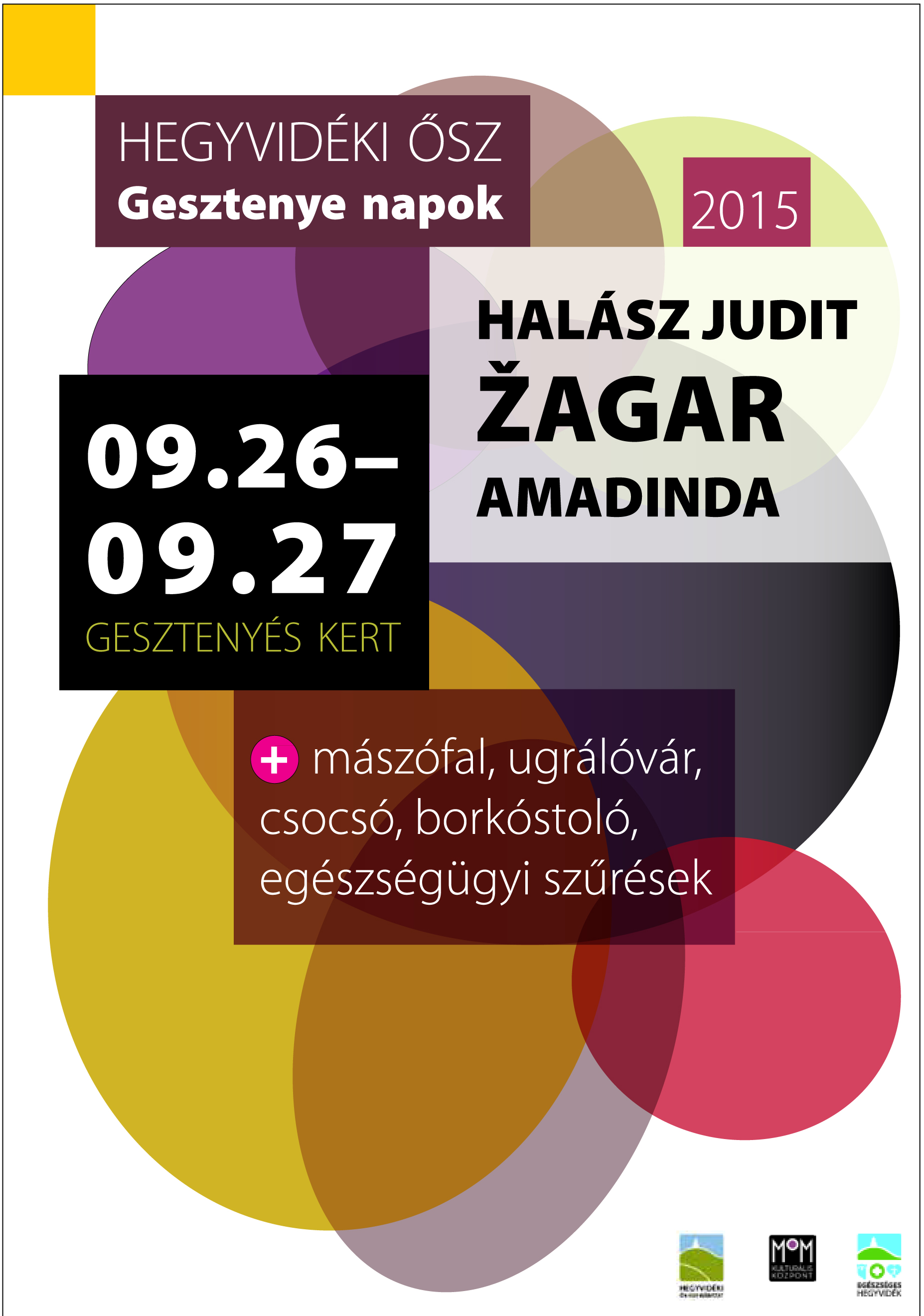
Hegyvidéki ősz, plakát, 2015
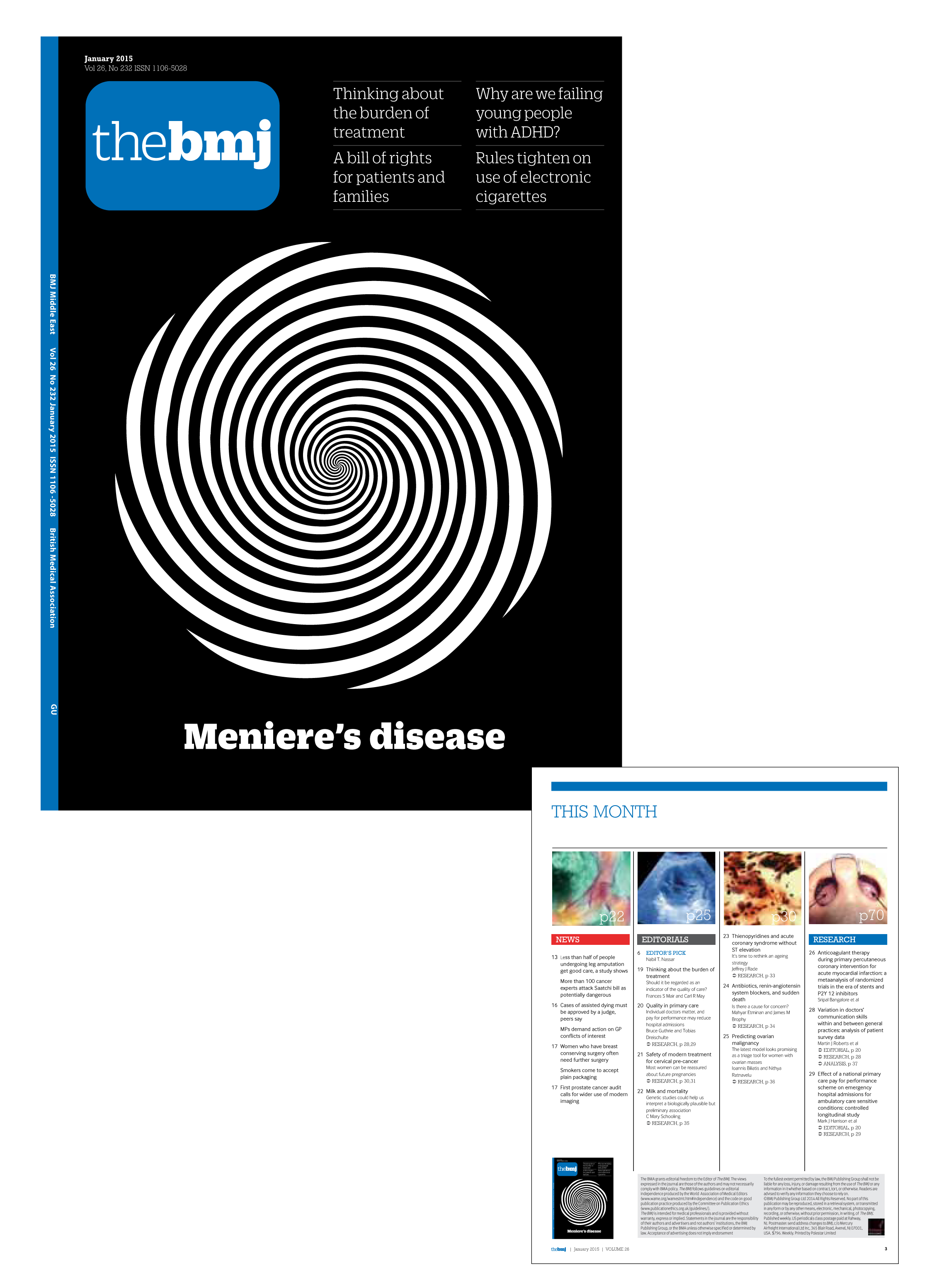
BMJ Design
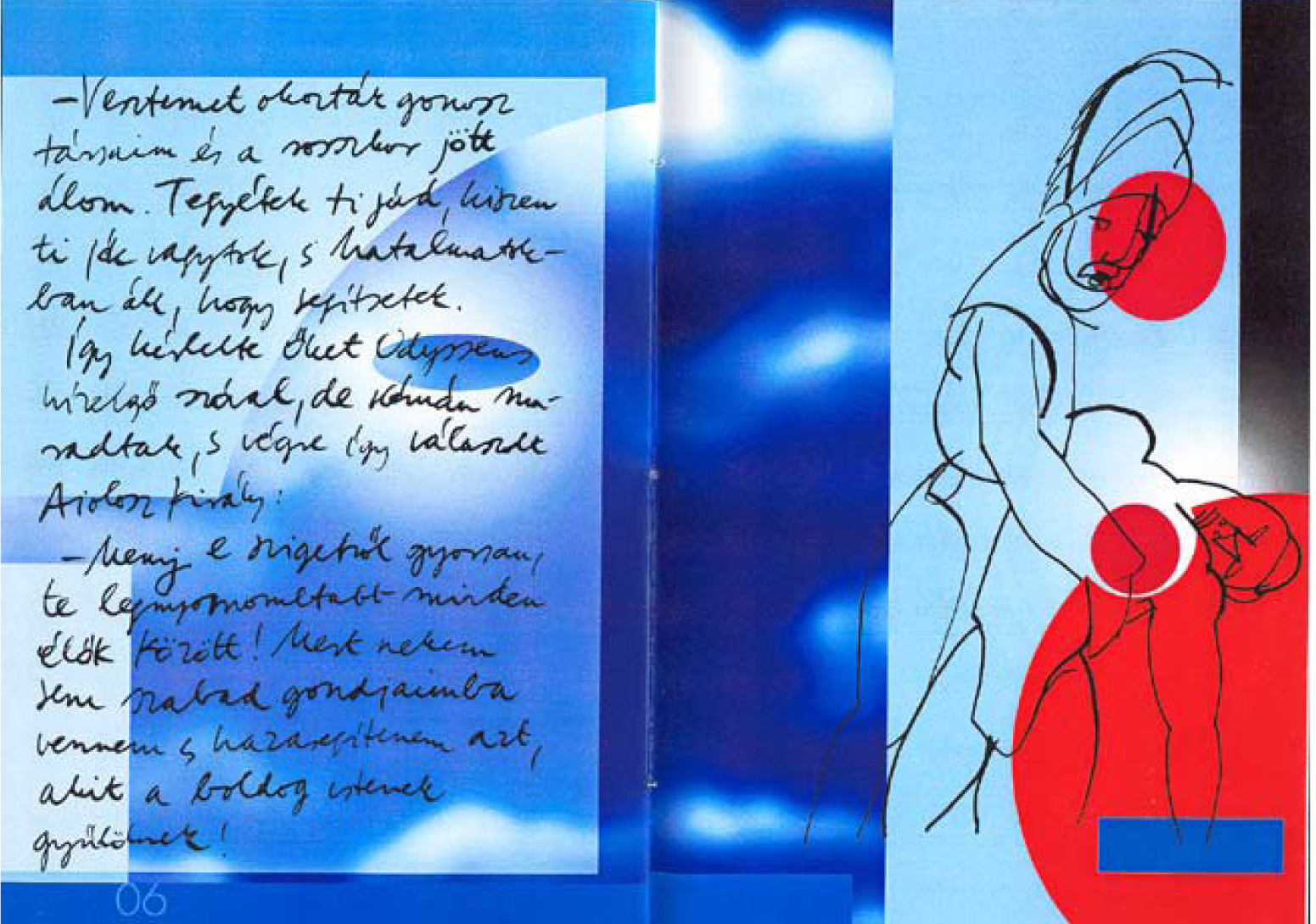
Négy elem, diplomamunka. 2000.
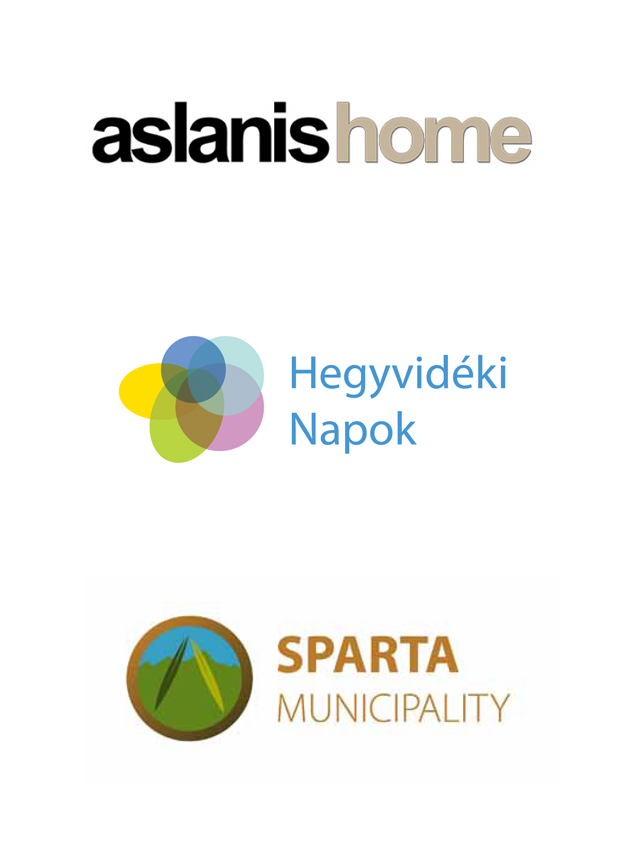
Fábry Tímea logók. 2004. 2015. 2018.
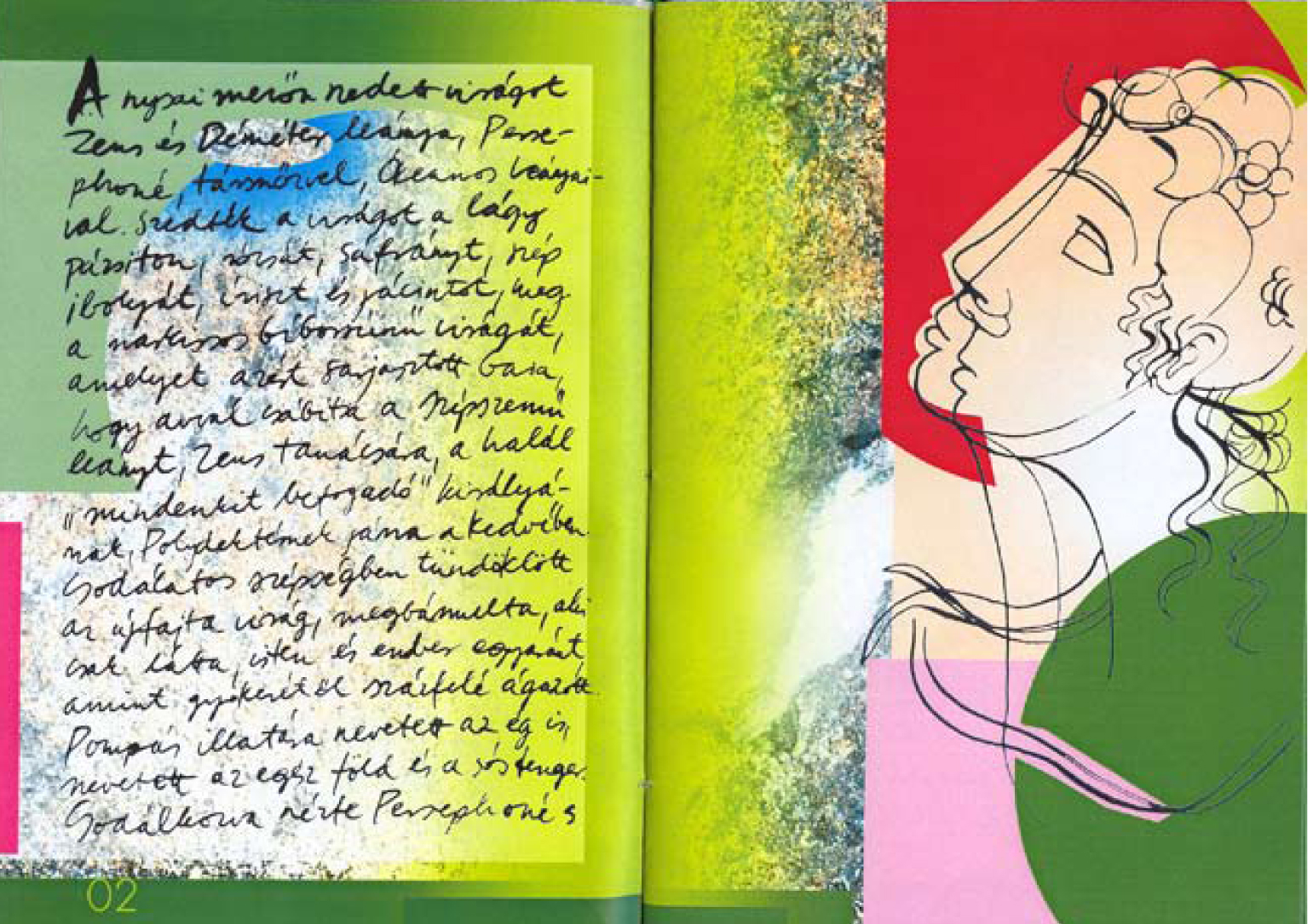
A Föld könyve, diplomamunka. 2000.

## Díjak
1995-ben nyerte el a Lengyel Lajos-díjat, 
2004-ben a Comicart Greece első díját és az EVGE görög grafikai díját.

## Ösztöndíjak
Athéni Képzőművészeti Akadémia 1998-1999 
Kolozsvári Képzőművészeti Akadémia 1999 
Accademia di Belle Arti, Róma
2000 
Museum of Modern Arts, Brüsszel
2002 
Munch Museum Oslo
2003 
IVAM Institut of Modern Arts, Valencia
2004 
Frans Masereel Center of Graphic Art, Kasterlee, Belgium
2005 
Hadassah Képzőművészeti Egyetem, Jeruzsálem
Önálló kiállítások
2023 

## Önálló kiállítások
Antropomorf, Villa Stella, Athén
2004 
Nyitott műterem, Kasterlee, Belgium
2005 
Életvonal, Galéria 12, Budapest. 2025

## Csoportos kiállítások
Iparművészeti Múzeum, Budapest, Műhelysarok 
1993. 
Magyar Nemzeti Galéria, Budapest, MŰ-KÉP
1996.
Magyar Intézet, Berlin. A könyv körül, könyobjektek 1998. 
Iparművészeti Egyetem, Budapest, Ösztöndíjasok 1999.
Tölgyfa Galéria, Budapest. Diploma 2000
2001. 
Accademia di Ungheria. Róma
2002. Nautical week, Rafna. Pictures about the Sea
2002. 
T.E.I Athens, University Library, Postcards from Athens
2004. 
comicart.gr – karikatúra kiállítás
2004. 
Intrika Art Café (Rajzok Norvégiából), Exarchia, Athén 
2006. 
7th Egyptian International Print Triennaele, Giza, Egyiptom 2006. 
Pulsar, Syntagma. International Art exhibition
2007. 
4th International Art Festival, Chania, Kréta
2008. 
Embassy of Cyprus. Young Printmakers. Athén
2008. 
Ex-Libris Triennale, Lefkada
2008. Technopolis Printing Biennale, Athén
2008. 
Technopolis Modern Art Festival, Athén
2009. 
Ash in Art Exhibitions Tour. Pireusz, Patmosz, Ithaka, Athén
2009. 
A Tassos Galery. Young Printmakers. Lefkosia, Ciprus
2009. Rajzok a tengerről. Omorfos Cosmos Editions. Rethimno, Kréta
2009. Thesszaloniki Biennálé, Thesszaloniki
2009. Ex-Libris. Artower Agora, Athén
2010. 
Az emberi test a modern görög művészetben. Technopolis Athén 
2013. 
A Karikatúra Szakosztály kiállítása, Stefánia Palota, Budapest
2015. 
Irodalom a karikatúrában, Sajtóház, Budapest
2016. 
Tudomány és tudós porték, az Óbudai Egyetem kiállítóterme, Budapest 
2017. 
Békéscsabai Grafkai Biennálé, Munkácsy Mihály Múzeum, Békéscsaba 
2018. 
Országos Grafikai Biennálé, Klebelsberg Kultúrkúria, Budapest
2021. 
Budapesti Illusztrációs Biennálé, MOME Budapest
2022. 
Évzáró kiállítás, Galéria 12, Budapest
2023. 
Tavaszi tárlat, Galéria 12, Budapest
2024. 
15 éves a Galéria 12 Egyesület, jubileumi kiállítás, Barabás Villa, Budapest
2025. 
Tollban mondva, rajzművészeti kiállítás, EJF Galéria, Baja
2025. 
Ismétlődés, tematikus képzőművészeti kiállítás, Galéria 12, Budapest, 2025

## Művek közgyűjteményben
Római Magyar Akadémia, rézkarc
Budai Vár, Úri u. 15, Nákó-Wallenberg emlékmű

## Cikkek, írások
Embermentők kaptak emléktáblát a Budai Várban » Múlt-kor történelmi magazin » Hírekmult-kor.hu
Emléktáblát állított a Görög Intézet a Budai Várban – Görög Intézetgorogintezet.hu
Egy vonallal végiggombolyítani egy életet | Hegyvidék újsághegyvidekujsag.hu
Az ismétlődés művészete | Országútorszagut.com

## Tagság
Magyar Alkotóművészek Országos Egyesülete (MAOE) - képzőművészeti tagozat
Association Internationale des Arts Plastiques (AIAP) - professional artist
Magyar Újságírók Szövetsége (MÚOSZ) - sajtóillusztrátor
Galéria 12 Egyesület